# Сарат
Сарат је врста ветра који дува у северној Африци. Ово је веома сув и врео ветар који дува са југа (из Сахаре) у Мароку, ка приобалном подручју.